# Styrelsen for International Rekruttering og Integration
Styrelsen for International Rekruttering og Integration (SIRI) er en dansk styrelse under Udlændinge- og Integrationsministeriet, der – sammen med Udlændingestyrelsen – behandler ansøgninger om opholdstilladelse til tredjelandsborgere, dvs. statsborgere fra lande uden for Norden og EU/EØS, der skal have opholdstilladelse for at opholde sig i Danmark, og understøtter integrationsindsatsen i kommunerne.
SIRIs direktør er Kasper Højvang Kyed.

## Opgaver
SIRI varetager opgaver vedrørende opholdstilladelse, integration, danskundervisning og prøver for udlændinge, forebyggelse af ekstremisme og radikalisering og æresrelaterede konflikter og negativ social kontrol.